# Alfred Wierzbicki
Alfred Marek Wierzbicki (ur. 14 sierpnia 1957 w Maryninie) – polski duchowny katolicki, teolog i etyk, doktor habilitowany nauk humanistycznych, profesor uczelni Uniwersytetu Marii Curie-Skłodowskiej w Lublinie.

## Życiorys
W 1982 ukończył studia teologiczne na Wydziale Teologii Katolickiego Uniwersytetu Lubelskiego Jana Pawła II. W tym samym roku otrzymał święcenia kapłańskie. Studiował także na Wydziale Filozofii KUL. W 1991 uzyskał stopień naukowy doktora na podstawie rozprawy pt. Personalistyczne podstawy zasady „non-violence” napisanej pod kierunkiem prof. Rocca Buttiglionego. Stopień doktora habilitowanego nauk humanistycznych w zakresie filozofii otrzymał w 2006 na Wydziale Filozofii KUL na podstawie dorobku naukowego oraz rozprawy pt. Filozofia a totalitaryzm. Augusta Del Nocego interpretacja kryzysu moderny. W 2024 otrzymał tytuł profesora nauk humanistycznych.
W latach 1992–2022 był nauczycielem akademickim na Wydziale Filozofii KUL, w 1993 został tam adiunktem, a w 2008 profesorem nadzwyczajnym. W 2011 otrzymał nominację na kierownika Katedry Etyki na tym Wydziale. W latach 2006–2014 był dyrektorem Instytutu Jana Pawła II KUL.
W 2021 otrzymał nagrodę nagrodę „Pontifici”.
Jego felietony można czytać na portalu Koduj24.pl.
Stanął przed komisją dyscyplinarną KUL, ze względu na obraźliwe wypowiedzi w odniesieniu do ks. Tadeusza Guza („Można być profesorem, ale można być też skończonym durniem”), krytyczne wypowiedzi odnośnie do episkopatu i Kościoła. W lutym 2022 komisja uniewinniła księdza. W październiku tego samego roku, po 30 latach pracy, zdecydował się odejść z KUL-u.
Od 2022 pracuje na stanowisku profesora uczelni w Katedrze Etyki Instytutu Filozofii na Wydziale Filozofii i Socjologii Uniwersytetu Marii Curie-Skłodowskiej w Lublinie.

## Publikacje
Opublikował ponad 150 prac naukowych, jest autorem 6 książek oraz redaktorem 5 książek i współredaktorem 2 książek.
- Sacrum i profanum. Felietony 2013–2017, Wydawnictwo Archidiecezji Lubelskiej „Gaudium”, Lublin 2017, ISBN 978-83-7548-360-4.
- Szeroko otwierał drzwi Kościoła, Wydawnictwo Archidiecezji Lubelskiej „Gaudium”, Lublin 2016, ISBN 978-83-75482-26-3.
- Boso, Wydawnictwo Test, Lublin 2015, ISBN 83-7038-861-2.
- Autoportret z miastem: wybór wierszy, Ośrodek „Brama Grodzka – Teatr NN”, Lublin 2013, ISBN 978-83-61064-52-7.
- Polska Jana Pawła II, Instytut Jana Pawła II KUL, Lublin 2011, ISBN 978-83-92520-26-9.
- Fotografia rodzinna, Wydawnictwo Test, Lublin 2010, ISBN 978-83-7038-813-2. OCLC 751084475.
- …na ziemi w Lublinie…: felietony społeczno-kulturalne, Norbertinum, Lublin 2008, ISBN 978-83-72223-18-0.
- Głosy i glosy, Wydawnictwo Test, Lublin 2008, ISBN 83-7038-091-3.
- Filozofia a totalitaryzm. Augusta Del Nocego interpretacja kryzysu moderny, Wydawnictwo KUL, Lublin 2005, ISBN 83-7363-294-8.
- Miejsca i twarze, Norbertinum, Lublin 2003, ISBN 83-7222-165-0.
- Spotkania na placu, Wydawnictwo Archidiecezji Lubelskiej „Gaudium”, Lublin 2001, ISBN 83-8861-520-3.
- Znaki szczególne, Norbertinum, Lublin 2000, ISBN 83-7222-060-3.
- Kogut z Akwilei, Norbertinum, Lublin 1999, ISBN 83-7222-018-2.
- Inaczej każdej wiosny, Norbertinum, Lublin 1993, ISBN 83-8513-143-4.
- The ethics of struggle for liberation: towards a personalistic interpretation of the principle of non-violence, Peter Lang, Frankfurt am Main 1992, ISBN 978-36-31445-952.
- Jak ciemność w ciemności, Wydawnictwo Lubelskie, Lublin 1991, ISBN 83-2220-697-6.